# Río Sumapaz
Río Sumapaz är ett vattendrag i Colombia.   Det ligger i departementet Cundinamarca, i den centrala delen av landet, 90 km sydväst om huvudstaden Bogotá.